# M/S Jeppe
M/S Jeppe, tidigare M/S Sundbuss Jeppe, är en passagerarfärja som mestadels trafikerat Helsingborg och Helsingör samt Köpenhamn och Bäckviken på Ven men har även kört på andra hamnar kring Öresund.
Färjan byggdes 1974 av Lindstölds Skips og Baatbyggeri A/S i Risør i Norge tillsammans med sina två systerfartyg M/S Sundbuss Magdelone, färdigställd 1972, och M/S Sundbuss Erasmus, färdigställd 1971, åt A/S Moltzau Tankrederi i Oslo. M/S Jeppe chartrades till Sundsbussarna A/S i Helsingör och insattes på linjen Helsingborg-Helsingör mellan den 30 juli 1974 och den 26 april 2004. 
Därefter såldes hon till Spar Shipping Aps för att trafikera Köpenhamn - Ven. Jeppe gjorde en kort återkomst på HH-leden mellan oktober och december 2004, då Sundsbussarnas ordinarie färjor genomgick underhåll. 2011 såldes hon till Ventrafikens dotterbolag Hven-Trafikken Aps för att trafikera Landskrona - Ven - Köpenhamn. 2014 såldes hon tillbaka till Spar Shipping för fortsatt trafik från Köpenhamn till Ven. 2018 såldes hon till Sundsbussarna för att återigen trafikera HH-Leden Helsingborg - Helsingör tillsammans med M/S Sundbuss Pernille och återgick senare till sin gamla destination Köpenhamn - Ven med tillägget Helsingör.